# Eijsden
Eijsden est un gros village et ancienne commune en bord de Meuse (rive droite) sis à l'extrême pointe méridionale de la province du Limbourg (Pays-Bas).

Blason de l'ancienne commune d'Eijsden.

Avant 2011, en plus du village d'Eijsden, une dizaine d'autres villages et hameaux faisaient partie de la commune d'Eijsden ; parmi ceux-ci, Gronsveld et Rijckholt, qui formaient la commune de Gronsveld, jusqu'à 1982. Le 1er janvier 2011, Eijsden fusionne avec Margraten pour former la nouvelle commune d'Eijsden-Margraten.
Le village d'Eijsden est située sur la rive droite de la Meuse, immédiatement au nord de la frontière néerlando-belge, à quelque dix kilomètres au nord de la ville belge de Visé.
Depuis 2004, un bac, Le Cramignon, permet aux cyclistes et aux piétons de traverser la Meuse et rejoindre Lanaye. De 2009 à 2012, il y avait une liaison en bateau entre Eijsden et Maastricht, qui a été supprimée en raison d'un manque d'intérêt.

## Patrimoine
- Le Château d'Eijsden se trouve au hameau de Laag-Caestert.
- D'anciennes carrières de silex à Rijckholt.
- Une petite réserve naturelle occupant des bandes de terre le long de la Meuse sauvage, l'Eijsder Beemden (nl) est fréquentée par de nombreux oiseaux aquatiques.

## Bronk
Chaque année, le Bronk est traditionnellement célébré. Le Bronk est une fête catholique célébrée dans l'extrême sud du Limbourg néerlandais (Banholt, Mheer, Mesch, Noorbeek, Sint Geertruid et Oost-Maarland) et dans les villages du nord de Liège en Belgique (Visé, Hermalle, Dalhem, Haccourt, Heure-le-Romain, Glons, Houtain, Slins, Hallembaye, Nivelle, Lanaye, Cheratte, Roclenge, Bassenge, Boirs, Wonck, Eben-Emael, Saint-Remy, Saive et Xhoris).
Au Bronk, la musique joue un rôle très important. Par exemple, le Cramignon est dansé sur plusieurs rues et places. Cette musique est fournie à Eijsden par la Royale Oude Harmonie d'Eijsden et la Royale Harmonie Sainte Cécile Eijsden.

## Personnalité
- Eugène Dubois, anatomiste et anthropologue, est originaire d'Eijsden.

## Transports
La gare d'Eijsden (nl), sur la ligne Liège – Visé – Maastricht, a ceci de particulier que bien que située aux Pays-Bas, elle est inaccessible aux trains du service intérieur néerlandais, car elle est électrifiée à la tension « belge » de 3 kV CC et non à la tension « néerlandaise » de 1,5 kV CC. Elle n'était donc desservie que par des trains belges du service S43 Liège – Maastricht jusqu'à l'intégration (en juin 2024) de ce train et du train des trois pays qui circule à présent toutes les 30 minutes d'Aix-la-Chapelle à Maastricht (Regional-Express 18) avec prolongement une fois sur deux jusqu'à Liège-Guillemins (train S43) avec arrêt à Eijsden.